# 台場小香港
台場小香港（だいばしょうホンコン、Daiba Little Hong Kong）は、東京都港区台場のデックス東京ビーチの6階と7階に展開していた飲食商業施設。香港をイメージした、擬似中華街となっていたが、2010年末で営業終了した。

## 概要
2000年12月2日、6階に中華料理店と中国食品・雑貨店、7階にゲームセンターの「南夢宮電子遊戯世界 東京皮蛋城」が出店して開場した。香港資本や中国資本の店を含む中華料理店10店、中国食品、雑貨、芸能関連商品等の物販店4店、ゲームセンター1店から構成されていた。全体に中国色の装飾を用い、20世紀の香港の猥雑な雰囲気をイメージしていた。またオープン当初は、香港カーブとして有名だった飛行機が街の上を通過する音をスピーカで流していた。
その後、香港映画のワイヤーアクションを体験できるアトラクションを採用し、アグネス・チャンとその次男が体験する様子がテレビ等でも報道された。
開業と同時にテナントとして営業を開始した雑貨店「CHAN'S」（アグネス・チャンの所属事務所「トマス・アンド・アグネス」経営）が2年で撤退する等、店舗の出退店が激しい。デックス東京ビーチ開業10周年を機に2006年7月12日に新装オープンするが、新たに出店した第三セクターの香港飲茶楼「ル・パルク」が3ヶ月半で撤退する等、店舗経営の難しい場所であった。
2008年3月、6階の半分の面積を占めるゲームセンターをエステワールドに改装したが、1年余りで撤退した。
2010年12月現在では、香港資本や中国資本の店を含む中華料理店7店からの構成となっていたが、2010年12月31日をもって営業終了した。
後継テナントは、レゴブロックをテーマにした屋内型パーク「レゴランド・ディスカバリー・センター東京」が2012年6月オープン。

## 交通
- ゆりかもめ東京臨海新交通臨海線お台場海浜公園駅 徒歩2分
- 東京臨海高速鉄道東京テレポート駅 徒歩5分
- 都営バス虹01系統